# Schronisko turystyczne Roberta Urbanke na Magurce Wilkowickiej
Schronisko turystyczne Roberta Urbanke na Magurce Wilkowickiej – nieistniejące górskie schronisko turystyczne w Beskidzie Małym, nieopodal szczytu Magurki Wilkowickiej, na wysokości ok. 909 m n.p.m.

## Historia
Schronisko zostało wybudowane na początku lat 30. XX wieku przez Roberta Urbanke, poniżej obecnego schroniska PTTK na Magurce Wilkowickiej. Był to parterowy drewniany budynek na kamiennej podmurówce, z poddaszem. Obiekt działał dwa lata i został zniszczony w wyniku pożaru.
W 1935 Robert Urbanke z żoną Anielą rozpoczęli budowę innego obiektu, schroniska turystycznego na Trzech Kopcach.
Współcześnie śladem po schronisku są fragmenty jego fundamentów. Administracyjnie miejsce to znajduje się w granicach wsi Wilkowice w województwie śląskim, w powiecie bielskim.